# ケータイ刑事 銭形シリーズ

「ケータイ刑事 銭形シリーズ」（ケータイでか ぜにがたシリーズ）は、2002年より2011年まで、BS-TBS（旧・BS-i）で放送されていたテレビドラマシリーズ。TBSテレビおよびTBS系列7局などでは時期遅れで放送されていた。

## 概要
警視総監を祖父に持つIQ180の10代の女の子が、携帯電話を武器に難事件を解決する刑事ドラマシリーズ。番組スポンサーがNTTドコモ1社提供ということもあり、出演者が使う携帯電話は全てドコモの製品である。当初、犯人逮捕の際に携帯電話を犯人に投げつけるという案があったがドコモからNGが入り、結局、携帯ストラップを用いることになった。現在ではケータイ刑事が実際に「ケータイ」を使用するのは事件発生の入電ボイスを受信する時、事件現場のカメラ撮影、携帯ストラップを使い犯人を捕獲する時がメインである。また犯人が携帯電話を使うことはほとんどない。「銭形雷」では一時期、当時ドコモがサービスを開始して間もなかった「プッシュトーク」を使用していたことがあった。
このドラマの主演女優は、その後、映画やドラマで重要な役柄を担当するようになる例が相次いでおり、若手女優の登竜門的色合いが強いシリーズとなっている。
主役の相棒を務める刑事は、過去に放送された刑事ドラマやミステリードラマで主人公や主要人物を演じた俳優が配され、同一の、あるいは類似した役名で演じている（例として『太陽にほえろ!』のスニーカー刑事こと五代潤役の山下真司や、長さんこと野崎太郎役の下川辰平など）。
ミステリーとしては「トリック当て」が多い。とはいえ「犯人当て」もある。現場状況や消去法などにより犯人は早い段階で判明するのだが、トリックが解明できないためラストまで逮捕できないエピソードが多い。また、シリーズの決まり事として「一度使ったトリックは再び使わない」というものがある。
シリーズの原型は2000年放送のTBSドラマ『悪いオンナ「ルーズソックス刑事」』である。2005年11月からは「TBS BooBo BOX」（現・Paravi）で、ケータイ刑事シリーズのベストセレクションが有料でネット配信されている。2006年1月1日から放送された『ケータイ刑事 銭形雷』では、前4作品において共通であった相棒や鑑識といった主要キャストは全て一新された。
2006年2月4日には劇場版作品『ケータイ刑事 THE MOVIE バベルの塔の秘密〜銭形姉妹への挑戦状』が、2007年3月10日には劇場版作品第2弾『ケータイ刑事 THE MOVIE2 石川五右衛門一族の陰謀〜決闘!ゴルゴダの森』が、2011年2月5日には劇場版作品第3弾『ケータイ刑事 THE MOVIE3 モーニング娘。救出大作戦!〜パンドラの箱の秘密』が公開された。
2011年公開の『THE MOVIE3』以降、新作は製作していない。またTBSテレビでは、新作が製作されなくなってからも2015年3月まで金曜未明（木曜深夜）に当シリーズの再放送が続けられた。

## 特徴
強烈なキャラクターやあからさまなパロディなど、エンターテイメント性に振った作風や、ワンシーンワンカット、公開収録、ミュージカル仕立て、時代劇、活弁、サイレント、人形劇（フィギュア使用）など、実験的な演出が多数行われていることが挙げられる（シリーズが進むほどそのような変則的な回の頻度が上がる。）。同じ役者が違う役で何度も登場したり、特に同じ役者が犯人役と被害者役で2週連続で登場するなど、通常の刑事ドラマでは有り得ない演出が多数あることも特徴といえる。シリーズ開始当初は、他作品のパロディと思われるシーンは少し登場する程度であった。コメディの要素が強くなるのは、『ケータイ刑事 銭形泪』2ndシリーズからである。シリーズを重ねる毎にシリアス性が薄くなりバラエティ豊かな作風へと変化しているが、ミステリーの要素は消し去られてはおらず継承されている。
また、アドリブの多用や、出演者がVサインを決める、笑顔を作る、歩く時などに頻繁にSEが入る、主人公を含め主要キャスト専用のオリジナルテーマソングがある、2000年以降のドラマとしては珍しくアイキャッチが入る（CMが存在しない劇場版（MOVIE1）でもアイキャッチが三度挿入されている）、ほとんどのエピソードのタイトルに「〜殺人事件」といったサブタイトルが付くのも特徴として挙げられる。
いかなる難事件であろうと、事件発生（入電ボイスが送られてくる時）から事件解決（犯人逮捕）まで、日を跨がずにその日1日で解決する。早い時では数十分で解決してしまう（唯一、事件が発生した日に解決できずに日を跨いだエピソードは「ケータイ刑事 銭形泪」の2ndシリーズ第14、15話の前後編のみである。それでも翌日には解決した）。
銭形泪1stシリーズからは各シリーズ、○○クイーン（演じるのはほとんどが宝積有香）に関するエピソードが恒例となっている。
- 泪:かるたクイーン、鼻タレクイーン、まりもクイーン
- 零:数学クイーン、キラークイーン、福笑いクイーン、ダイエットクイーン
- 雷:お天気クイーン、マジッククイーン、七夕クイーン
- 海:素もぐりクイーン、女優クイーン、ピアノクイーン、書道クイーン、超能力クイーン
- 命:セブンティーンクイーン、陶芸家クイーン
- MOVIE1:占いクイーン
- 結:キング・オブ・クィーン（女優という設定になっていた）、久院有香（くいん・ゆか＝クィーン・ゆか。主婦でかつ「あさみつひこの妻」という設定になっていた[4]）

## シリーズ一覧

### テレビドラマ
ケータイ刑事 銭形愛
2002年10月 - 2003年3月放送、全26話
出演：宮崎あおい、山下真司、金剛地武志
ケータイ刑事 銭形舞
2003年10月 - 12月放送、全13話
出演：堀北真希、山下真司、金剛地武志
ケータイ刑事 銭形泪
2004年1月 - 9月放送
全39話（1stシリーズ全13話、2ndシリーズ全26話）
出演：黒川芽以、山下真司、草刈正雄、水野晴郎、金剛地武志、佐藤二朗
ケータイ刑事 銭形零
2004年10月 - 2005年3月放送
全26話（1stシリーズ全13話、2ndシリーズ全13話）
出演：夏帆、草刈正雄、山下真司、金剛地武志、佐藤二朗
ケータイ刑事 銭形雷
2006年1月 - 9月放送
全40話（1stシリーズ全26話、2ndシリーズ全14話）
出演：小出早織、国広富之、草刈正雄、大堀こういち
ケータイ刑事 銭形海
2007年7月 - 2008年3月放送
全39話（1stシリーズ全13話、2ndシリーズ全13話、3rdシリーズ全13話）
出演：大政絢、草刈正雄、山下真司、松崎しげる、大堀こういち
- このシリーズまでBS-i

ケータイ刑事 銭形命
2009年7月 - 9月放送、全13話
出演：岡本あずさ、松崎しげる、大堀こういち
- このシリーズからBS-TBS

ケータイ刑事 銭形結
2010年12月 - 2011年2月放送、全10話
出演:岡本杏理、辰巳琢郎、大堀こういち、森本亮治

### 映画
ケータイ刑事 THE MOVIE バベルの塔の秘密〜銭形姉妹への挑戦状
ケータイ刑事シリーズの劇場版作品
2006年2月4日公開
出演：黒川芽以、堀北真希（友情出演）、夏帆、草刈正雄（特別出演）、山下真司、金剛地武志、佐藤二朗、宍戸錠、他
ケータイ刑事 THE MOVIE2 石川五右衛門一族の陰謀〜決闘!ゴルゴダの森
ケータイ刑事シリーズの劇場版作品第2弾
2007年3月10日公開
出演：小出早織、夏帆、国広富之、松崎しげる、大堀こういち、星野真里、長江英和、津野岳彦、小林麻耶、林和義、水野晴郎、宍戸錠、他
ケータイ刑事 THE MOVIE3 モーニング娘。救出大作戦!〜パンドラの箱の秘密
ケータイ刑事シリーズの劇場版作品第3弾
2011年2月5日公開
出演：大政絢、岡本あずさ、岡本杏理、国広富之、松崎しげる、モーニング娘。（高橋愛・新垣里沙・亀井絵里・道重さゆみ・田中れいな・光井愛佳・ジュンジュン・リンリン）、金剛地武志、大堀こういち、森本亮治、林和義、諏訪太朗、小林麻耶、大杉漣、宍戸錠、他

### 関連作品
悪いオンナ「ルーズソックス刑事」
ケータイ刑事シリーズの原型になった作品
2000年2月放送、全4話
出演：平山あや、岡本光太郎、他

### スピンオフ作品
「恋する日曜日」など、ケータイ刑事シリーズとは別の作品において当シリーズとほぼ同一のキャストで作品が制作されることがある。これらは、登場人物の設定などはまったく別物であるため、本来スピンオフとは呼ばれないが、「ケータイ刑事のスピンオフ作品」として扱われることがある（たとえば「ケータイ刑事 銭形海 冬舞台完全版」DVDに「恋する日曜日 41歳の春」「東京少女大政絢 エチュード」がスピンオフと明記されたうえで特典映像として収録されている。）。

## 特徴的なエピソード
本シリーズには先述の通り、他のテレビドラマには見られないような実験的な演出による、特徴的なエピソードなどがいくつか存在する。
- カメラは見ていたワンシーン・ノーカット 〜BS-i 連続殺人事件〜（愛・第13話）
番組開始から終了までをワンシーンで撮影。途中CMも挟まずに全てノーカットで放送。
五代と愛がテレビ出演のため放送局に来たら、事件が発生したという設定であり、視聴者はカメラマン目線で事件の経過を見る形式。
犯人当てにはちょっとしたどんでん返しがある。
またBS-TBS放送時やDVDには収録されていないが地上波用のオープニングが追加されているモノがある、もちろんそのシーンを追加するとワンシーンではなくなる。
  - 命・第5話でも同じ構成を前番組、『恋とオシャレと男のコ』のようにしていたが、CMは挟んだ。
- スーパー五代、遂に登場!! 〜連続ヴァーチャル殺人事件〜（愛・第25話）
番組の大半をブルーバックによるCG合成で撮影。
五代と一緒に階段から落ちた愛が気がつくとなぜか五代の頭の中におり、そこで様々なキャラクターに変化して現れる五代と共に五代の頭の中で次々に起こる不可思議な事件を捜査していく。
シリアスな話が多い「銭形愛」では珍しいコメディタッチ（というかほとんどコント）のお話。
- シベリア超特急殺人事件（舞・第5話）
映画「シベリア超特急」とのコラボレーション。水野晴郎が「シベリア超特急」の主人公、山下奉文役として登場している。
- 忙し過ぎる死体 〜チーフ脚本家殺人事件〜（舞・第7話）
舞・五代・柴田の3人が時空を飛び越えて『ケータイ刑事 銭形舞』の制作現場に現れ、そこで起きた事件を捜査する。出てくるスタッフは全て実名で、最初は全て本人が演じている（途中からは編成の都合により、本物の役者にバトンタッチされる）。また、制作現場の裏話も多数登場。
最終的に3人は元の次元に戻るが、その間の記憶があったのは柴田のみ。
- BS初!! ドラマ公開収録 〜超能力殺人事件〜（泪1st・第9話）
公開収録で撮影。ただし、いわゆる撮って出しではなく、2回行われた収録から編集して放送された。
この回のみ、携帯ストラップの網で犯人を拘束するシーンではスタッフが実際に網を被せている（通常はCGを使う）。
- BS初のミュージカル!! 〜歌って踊って殺人事件〜（泪2nd・第14話、第15話）
ケータイ刑事シリーズ初の前後編作品である。
ミュージカル風に物語が展開。この時に披露された楽曲のうち、何曲かはサントラ盤に収録されている。なお、ゲストの名前は実在の戦国武将またはそのもじり。話す言葉もその武将の出身地の方言。スタッフからつけられたと思われる姓も出てくるが、それも同姓の戦国武将に関連させている。このエピソードの犯人および協力者を全員当てるのは非常に困難である。
- ああ、さそり違い 〜銭形泪誘拐事件〜（泪2nd・第16話）
BS-TBSのドラマ「さそり」とのコラボレーション。この回が放送された当時「さそり」も放送されていた。
- 真夏の百物語 〜怪談新耳袋殺人事件〜（泪2nd・第17話）
BS-TBSのドラマ「怪談新耳袋」とのコラボレーション。「さそり」同様、この回が放送された当時「怪談新耳袋」も放送されていた。
- 赤坂の中心で、愛を叫ぶ 〜時効直前!赤坂超美人ホステス殺人事件〜（泪2nd・第20話）
最初から最後まで同じ部屋の中で話が進む。また、出演者は主要キャストである泪・高村・柴田の3人のみ（犯人などは写真のみで登場する）。15年前（1989年）に起きた時効直前の事件をその時の記録を元に解明するという内容。
この回における泪による犯人捕獲は通常のパターンと異なる。
- 耳で楽しむハイビジョンドラマ? 〜雪山湯煙混浴温泉あずさ28号殺人事件〜（零1st・第12話）
ラジオドラマ風。
実際に殺人事件が発生するわけではなく、入電ボイスもない。犯人逮捕もかなり強引な部分がある。
- 演技が出来ずして演出が出来るか! 〜連続監督殺人事件〜（零2nd・第6話）
ケータイ刑事シリーズの監督たちが本人役として出演。
- 基本的にアレな訳なんだけど〜銭形零の悪夢〜（零2nd・第8話）
零の夢の中で展開される話。脚本は佐藤二朗。事件は起きず、佐藤が零のニセ者に扮したり、支離滅裂な面接官になって五代潤には昇進試験を、零にはパイ屋の面接試験を受けさせたりと、ほとんどコントに近い内容。
- ケータイ刑事百回記念特別企画 ウマと呼ばれた男! 〜織田信長殺人事件〜（零2nd・第9話、第10話）
時代劇。戦国時代にタイムスリップ。実在の戦国武将たちが登場する。
- 雷が凶器? 〜森田正光殺人事件〜（雷1st・第12話、第13話）
活弁を取り入れている。放送は前半と後半に分けられ、第12話前半15分は通常と同じスタイルで粗筋の説明、後半15分は山田広野による活弁、第13話では前半が雷（小出）、後半が岡野（国広）の活弁になっている。
- わたしの色気でとろけなさい! 〜新人女優殺人事件〜（雷1st・第14話）
同シリーズのオマージュ的なキャラクター「イエデン刑事 小銭形パイ」なるものが登場する。この小銭形パイに扮したのは喜多嶋舞である。小銭形パイの設定は「35歳の人妻にして現役女子高生」だった。
- 何か、ただならない、いわくつきの何か、そんな感じ〜銭形雷の悪夢〜（雷2nd・第7話）
零の悪夢と同じく雷の夢の中の話。佐藤二朗･林和義扮する雷のニセ者が出てきたり、回文だけで展開される話、ステージ上で歌を歌う雷など内容はほとんどコント。
- ターゲットは雷! 〜殺し屋の殺し屋による殺し屋のための殺人事件〜（雷2nd・第9話）
暗殺集団ネプチューンに誘拐された柴田束志の救出に向かった雷と高村がネプチューンと戦いを繰り広げるというお話。
しかし雷と暗殺者の勝負がなぜか料理対決だったり、誘拐されたはずの柴田束志がイケメン外国人になって突然現れたりと、話の展開がどんどんおかしな方向に逸れてしまう。
ラストで実はある人物が脚本を書いていたことが発覚するというオチになっている。
- BS初　まさかオペラ!?〜犯人はあなただ！殺人事件〜（雷2nd・第12話、第13話）
BS-i初、オペラ仕立てのストーリー。真織、海宝、水月、和田、汐風とゲストキャストを宝塚歌劇団出身者が固めた。泪のミュージカル同様メインキャストの3人（雷･高村･柴田）がそれぞれソロの歌を披露した。
- 歌だ!祭だ!芸術だ!〜ケータイ刑事文化祭inゴルゴダの森〜前編、後編（海2nd・第11話、第12話）
ケータイ刑事初の文化祭。劇や歌などが舞台で公演するという学校の文化祭みたいな構成になっている。劇には、ケータイ刑事初の恋物語などがある。
- 八代目!ついに登場!～キング・オブ・クイーン殺人事件（結1st・第1話）
ゲスト出演した石川梨華、宝積有香、諏訪太朗がそれぞれ実在の芸名の区切りを変えただけの役柄（石川梨華＝石香ワリカ（いしか・わりか）、宝積有香＝宝舎クユカ（ほうしゃ・くゆか）、諏訪太朗＝スワタ・ロウ（すわた・ろう））として出演した。
- 殺意のリハーサル～ワンシーンワンカット赤坂ブリッツダンサー殺人事件（結1st・第3話）
BSオリジナルドラマとして初の試みとして3D映像を使った実験ドラマとして撮影。ただし放送では通常画質（2D）での放映。
なお、3D版はJ:COMオンデマンド（ジュピターテレコムのケーブルテレビ各局向けのビデオオンデマンドサービス）にて2011年1月1日より公開される[5]。
- 通算200回スペシャル（結1st・第4話）
歴代のシリーズの合計放送本数が200回になるのを記念して、前回に続き3Dを生かした映像技法を利用したものである。こちらは通常のテレビでも眼鏡なしで楽しめるようにした「3Dフォトモーフィング」という技術を使った作品。

## 時間経過の歪みと矛盾
ドラマ公式サイトなどによる登場人物のプロフィールと実際の時間経過には、歪みが生じている。
『銭形愛』放送時、公式サイトには各登場人物の生年月日が記されていた。しかし、『銭形舞』以降では年齢のみになり、生年月日の設定は無くなっている。ただし、愛と舞のプロフィールを比べると、現実世界での時間経過（『銭形愛』の1年後に『銭形舞』は放送された）と同様に、各登場人物は1歳ずつ歳をとっている。しかし、これ以降では放送時期とは関係なく、年齢の設定は固定されており、『銭形舞』から『銭形泪』、『銭形零』となっても年齢は変化していない。さらに、五代など一部の登場人物に関しては年齢の設定そのものがなくなってしまっている。これは、おそらく実際の時間経過と同様に歳をとってしまうと設定に矛盾が生じてしまうことの回避策と思われる。
例えば、『銭形愛』放送時、愛は17歳であり、この時点で泪は16歳、舞は15歳でなければおかしい。その1年後に放送された『銭形舞』の時点では、泪は17歳、舞は16歳となる。そして、『銭形泪』の1stシリーズから2ndシリーズへ変わる時期、現実世界では年度が変わって、泪は途中で学年が上がってしまうことになる。しかし、実際には『銭形泪』放送時、泪は1stシリーズ、2ndシリーズ通して高校2年生の設定であり、年齢も17歳の設定である。なお、『THE MOVIE』では、泪が高校3年、舞が高校2年、零が中学2年であることが判明した。
ちなみに、多摩川ドイルは年を取らないという設定であり、『銭形愛』放送時10歳だったが『銭形舞』、『銭形零』、『銭形雷』放送時も10歳である。
トリックにも矛盾がある。例を挙げると、部屋の内側から鍵が閉まっていて中に入れない状況であっても、部屋の中の被害者の死体の画像が入電ボイスとともに送られてくる、などがある。

## 現在の放送局・放送時間
- TBS：ベストドラマ100で放送（毎週木曜深夜26:55-27:30）※ただし毎週ではない→『ケータイ刑事傑作選』のタイトルで2015年3月まで放送。
- BS-TBS：ベストドラマ100で放送（第3土曜深夜27:00-28:00）※ただし毎週ではない→不明
- TBSチャンネル：銭形雷（1stシリーズ）を放送（毎週日曜早朝5:30-7:00＝3本）→不明

## 過去の放送時間帯

### BS
- BS-TBS
  - 愛～命
    - 本放送枠：当初日曜日→後土曜日の23:00-23:30の枠に放送（恋する日曜日・東京少女などのシリーズと交互に入れ替えて放送）
    - 再放送枠：日曜日10時台に過去の作品のアンコール放送、また銭形命のシリーズが放送されたころは前週分を翌週土曜日の14:30-15:00に放送したことがある

  - 結
    - 本放送枠：土曜日14:30-15:00放送（2010年度にこの時間に放送されているベストドラマ100は、この間休止となった。）

銭形シリーズで初めての日中枠での初回放送となった

### 地上波
- 広域圏
  - TBS：2011年2月10日より銭形結を放送（毎週木曜26:25-27:00）※実際のO.Aは、26:28-26:58（開始前にお薦めDVD紹介ドラマを放送）
  - MBS：終了（銭形海まで放送）
  - CBC：終了（銭形海1stシリーズまで放送）
- 岐阜
  - 岐阜放送 (独立UHF局)：銭形零（2ndシリーズ）を再放送中（毎週火曜25:45-26:15）
- 九州・沖縄
  - RKB毎日放送：終了（銭形海まで放送）
  - 南日本放送：終了（銭形零まで放送）

※地上デジタル放送ではハイビジョンで、アナログ放送では16:9のレターボックス形式で放送。

### CS
- TBSチャンネル：随時放送

### 動画配信
- TBSオンデマンド
  - ドラマ全シリーズ、MOVIE（無印）、MOVIE2を配信中（2015年5月現在）

### 備考
- NTTドコモが提供するのはBS-TBS初回放送のみで、BS-TBS再放送、地上波では別のスポンサーが付くか、あるいはスポットに差し替えられる。

## 商品

### 書籍
- 悪いオンナ（2000年3月発売、角川書店、ISBN 4047881465） - TBS編

「ルーズソックス刑事」が収められているノベライズ本。
- 黒川芽以 ケータイ刑事 銭形泪 2005年カレンダー（2004年11月発売、講談社、ISBN 4063579514）
- ケータイ刑事マニアルBOOK（2005年3月3日初版発行、学習研究社、ISBN 4054027253）

「マニアル」とは、「マニア」になれる「マニュアル」という意味の造語である。
- ケータイ刑事 THE MOVIE バベルの塔の秘密〜銭形姉妹への挑戦状 オフィシャルガイドブック（2006年1月25日初版発行、学習研究社、ISBN 4054029817）
- 月刊「ドラマ」2006年2月号（映人社）

映画『ケータイ刑事 THE MOVIE バベルの塔の秘密〜銭形姉妹への挑戦状』のシナリオが掲載されている。
- ケータイ刑事THE MOVIE2石川五右衛門一族の陰謀〜決闘ゴルゴダの森+TVシリーズ雷★零オフィシャルブック（2007年2月22日初版発行、学習研究社、ISBN 4054033180）
- ケータイ刑事 石川五右衛門一族の陰謀（文庫）（2007年2月22日初版発行、竹書房、ISBN 4812430259）
- ケータイ刑事マニアルBOOK２（2009年9月5日初版発行、学習研究社、ISBN 9784054042711）

### CD
- 泪の海（歌：黒川芽以、『ケータイ刑事 銭形泪』2ndシリーズ主題歌、2005年4月20日発売）
- ケータイ刑事 THE MOVIE バベルの塔の秘密〜銭形姉妹への挑戦状＋TVシリーズ オフィシャルサウンドトラック（2006年2月1日発売）
- ヒコーキ雲（歌：黒川芽以、映画『ケータイ刑事 THE MOVIE バベルの塔の秘密〜銭形姉妹への挑戦状』主題歌、2006年2月1日発売）
- ケータイ刑事 THE MOVIE2 石川五右衛門一族の陰謀〜決闘ゴルゴダの森 オリジナル・サウンドトラック・アルバム（2007年2月28日発売、劇場および一部の店舗・通販限定）
- ケータイ刑事 銭形海 TSPO ドルフィンガールズショー スピンオフは映画だけではないのだよ、ワトソン君!（出演：大政絢、金剛地武志、大堀こういち 2008年6月27日発売）※CDBOOKでリリースのスピンオフ作品

### DVD
- ケータイ刑事 銭形愛 DVD-BOX（全26話+特典映像収録、2003年5月22日発売）
- ケータイ刑事 銭形舞 DVD-BOX（全13話+特典映像収録、2004年4月23日発売）
- ケータイ刑事 銭形泪 DVD-BOX I（全13話+特典映像収録、2004年10月22日発売）
- ケータイ刑事 銭形泪 DVD-BOX II（全13話+特典映像収録、2005年2月25日発売）
- ケータイ刑事 銭形泪 DVD-BOX III（全13話+特典映像収録、2005年6月24日発売）
- ケータイ刑事 銭形零 DVD-BOX I（全13話+特典映像収録、2005年12月23日発売）
- ケータイ刑事 銭形零 DVD-BOX II（全13話+特典映像収録、2006年1月27日発売）
- ケータイ刑事 銭形雷 DVD-BOX I（全13話+特典映像収録、2006年12月22日発売）
- ケータイ刑事 銭形雷 DVD-BOX II（全13話+特典映像収録、2007年1月26日発売）
- ケータイ刑事 銭形雷 DVD-BOX III（全14話+特典映像収録、2007年5月25日発売）
- ケータイ刑事 銭形海 DVD-BOX I（全13話+特典映像収録、2008年6月27日発売）
- ケータイ刑事 銭形海 DVD-BOX II（全13話+特典映像収録、2008年8月29日発売）
- ケータイ刑事 銭形海 DVD-BOX III（全13話+特典映像収録、2008年12月21日発売）
- ケータイ刑事 銭形命 DVD-BOX（全13話+特典映像収録、2009年12月18日発売）
- 黒川芽以style 銭形泪 フィギュア+DVD～夏服バージョン～（トライディア、ISBN 4889935746、2006年2月3日発売）
- 黒川芽以style 銭形泪 フィギュア+DVD～冬服バージョン～（トライディア、ISBN 4889935754、2006年2月3日発売）
- ケータイ刑事 THE MOVIE バベルの塔の秘密〜銭形姉妹への挑戦状（DVD・HD DVD）（2006年8月25日発売）
- ケータイ刑事 THE MOVIE2　石川五右衛門一族の陰謀〜決闘!ゴルゴダの森（2007年8月24日発売）
- ケータイ刑事文化祭inゴルゴダの森～銭形海+THE MOVIE2 (文化祭+THE MOVIE2、初回版のみTHE MOVIE2のHD DVD版を同梱、2008年3月21日発売)
- ケータイ刑事 銭形海 夏舞台完全版 BS初!ついに舞台だ！～超豪華！演劇者殺人事件（2008年4月25日発売）
- ケータイ刑事　銭形海　冬舞台完全版　ついに公開！後悔しないよ！死の航海！〜超豪華客船キングアンドリウⅡ世号（2008年10月24日発売）

### ケータイ刑事手帳
- 銭形泪（黒川芽以）冬服バージョン（トレカ1枚付）（販売終了）
- 銭形泪（黒川芽以）夏服バージョン（トレカ1枚付）

※購入に関する詳細は、ケータイ刑事銭形泪公式ホームページを参照。

### フィギュア
- ケータイ刑事 銭形零/夏帆style（アルケミスト、2007年3月22日発売）
- ケータイ刑事 銭形雷/小出早織style（アルケミスト、2007年3月22日発売）

### 携帯電話用ゲーム（iアプリ）
- iモード用有料ゲームサイト「ゲームWorld激安」ゲームコーナー内ケータイ刑事コーナー（配信終了）
  - ケータイ刑事 銭形泪15パズル～銭形泪編
  - ケータイ刑事 銭形泪15パズル～高村一平編
  - ケータイ刑事 銭形泪15パズル～柴田太郎編
  - ケータイ刑事 銭形泪～炭水化物殺人事件
  - ケータイ刑事RPG～伝説のケータイを探せ

## スタッフ
- 制作：木下プロダクション（『ケータイ刑事 銭形愛』）、ドリマックス・テレビジョン（『ケータイ刑事 銭形舞』以降）

木下プロダクションはドリマックス・テレビジョンの前身の会社。
- プロデューサー：丹羽多聞アンドリウ、荒井光明、吉川厚志、田沢幸治、小板洋司
- 監督：平野俊一、三原光尋、古厩智之、安藤尋、鈴木浩介、酒井聖博、松田礼人、田岡隆、及川中、田沢幸治、麻生学、加藤章一、佐々木浩久、高津泰行、吉村剛弘、豊島圭介、三宅隆太、桜庭信一、井口昇、吉川厚志、森嶋正也、安里麻里、堀英樹、刀根鉄太、篠崎誠、山本剛義、浜弘大、土生川明弘、廣木隆一、村上賢司、山口祐司、塚原あゆ子、森永恭朗、根岸耕平、加藤慎二、小中和哉、保坂大輔、米沢一太、やまだてるお、丹羽多聞アンドリウ、高成麻畝子、片岡K、熊谷祐紀、吉田秋生
- 脚本：林誠人、福田裕子、武田百合子、岡本貴也、田中江里夏、渡邉睦月、三宅隆太、いずみ吉紘、中邨武尊、渡辺千穂、佐藤二朗、小杉晶子、岩村匡子、中山智博、奥泉秀信、豊島圭介、加藤公平、佐々木浩久、加藤淳也、増本庄一郎、坪田塁、小澤俊介
- 音楽：遠藤浩二（『ケータイ刑事銭形舞』以降）
- 美術プロデューサー：平野裟一
- 撮影：宮崎義毅、佐藤正幸、近江正彦、矢崎勝人、小川信也、大西正伸、伊澤昭彦、森満康巳、長瀬元孝
- 映像（VE）：榊聖一、竹若章、萩原謙一、花田慎太郎、宮本民雄、飯泉亮、宇津野裕行、笹井唯史、青木孝憲、山本直紀
- 照明：岩岡正、紺野淳一、萩田晃、横山修司、鈴木博文、大村泰一、赤羽洋介、増田裕樹、紺野淳一
- 音声：奥泉秀信、小高康太郎、南波学、佐藤公章、西森公二、野口京治
- 編集：大塚民生、村松智美、池田えり奈
- オフライン編集：村松智美（『ケータイ刑事 銭形零～海』）、池田えり奈（『ケータイ刑事 銭形命』）
- 技術デスク：亘良作（東通）
- メイク：村田美代子（『ケータイ刑事 銭形愛』）、石黒智子（『ケータイ刑事 銭形舞～零』）、桂木智子（『ケータイ刑事 銭形雷』以降）
- メイキングディレクター：武義(BOOGIE)（『ケータイ刑事 銭形愛～零』）、大郷永雄（『ケータイ刑事 銭形雷』）
- デザイン・CG：古田亘（『ケータイ刑事銭形舞』以降）
- CG：越智忍
- 宣伝：中尾美香子（『ケータイ刑事 銭形愛～零』）、大川修司（『ケータイ刑事 銭形雷』）、岡部一彦（『ケータイ刑事 銭形海』）、澤井研志（『ケータイ刑事 銭形命』第1話～第5話）、名塚豊（『ケータイ刑事 銭形命』第6話以降）
- フロムファーストマネージャー：横山武
- 入電ボイスの声：菅原牧子（『ケータイ刑事 銭形愛』）、小林麻耶（『ケータイ刑事 銭形舞』以降）
- オープニングナレーション：林和義

※制作スタッフも内輪ネタを扱った話などで多数出演している。

## 備考
- 『ルパン三世officialマガジン』Vol.17に、『ケータイ刑事 銭形幸一』（伊藤伸平作）という読み切り漫画作品が掲載されている。こちらは、タイトルおよび、そのロゴは本シリーズのパロディとなっているが、内容的には一切の繋がりはない。
- テレビシリーズ各話の最後には、鑑識役の人物による「事件簿」なるショート・コーナーがあるが、「ベストドラマ100」などの枠で再放送される際には省略されてしまうことが多い。

柴田太郎の事件簿 - 愛、舞、泪、零
柴田束志の事件簿 - 雷、海、命、結